# Торгелов-ам-Зее
Торгелов-ам-Зее (нім. Torgelow am See) — громада в Німеччині, розташована в землі Мекленбург-Передня Померанія. Входить до складу району Мекленбургіше-Зеенплатте. Складова частина об'єднання громад Зеенландшафт-Варен.
Площа — 14,28 км2. Населення становить 445 ос. (станом на 31 грудня 2020).